# Giovanni Porta (politico)
Giovanni Porta (Alessandria, 16 luglio 1909 – Alessandria, 3 dicembre 1985) è stato un partigiano e politico italiano.

## Biografia
Giovanni Porta, di orientamento socialista e con un passato da partigiano, fu eletto sindaco diventando il più giovane primo cittadino nel periodo postbellico. Originario di Lobbi, un sobborgo della città di Alessandria, e cresciuto in un ambiente familiare con solide radici socialiste, il suo fratello maggiore, Armando, aveva ricoperto la carica di presidente della sezione locale del partito e dovette emigrare in Sud America durante il regime fascista.
Durante la seconda guerra mondiale, Giovanni, che aveva il grado di capitano di complemento nell'artiglieria, aderì alla Resistenza subito dopo l'armistizio dell'8 settembre, entrando nel Comitato Militare Regionale Piemontese (CMRP) assieme ai generali Raffaello Operti e Giuseppe Perotti col nome di battaglia "Gianni". Dal settembre 1943 al febbraio 1944, svolse il ruolo di capo di stato maggiore nel settore di Torino, contribuendo attivamente alla liberazione del Piemonte.
Dopo aver evitato la cattura grazie all'intervento di Oreste Bellingeri "Polo", Porta operò nell'alessandrino come intendente della brigata Po, per poi trasferirsi nelle Langhe e successivamente tornare nell'alessandrino come vicecomandante della divisione Matteotti "Marengo", assumendo il nome di battaglia "Conte". Prese il comando della divisione il 28 aprile 1945, mantenendolo fino al 18 maggio dello stesso anno.
Una volta eletto sindaco, in seguito alla prematura scomparsa del predecessore, Giuseppe Moccagatta, guidò una giunta decisamente orientata a sinistra. Durante il suo mandato, nonostante la scissione di palazzo Barberini guidata da Giuseppe Saragat, la stabilità amministrativa del Comune di Alessandria non fu mai messa in discussione. Tra le principali preoccupazioni vi era la questione abitativa; Porta sollecitò più volte finanziamenti significativi per l'edilizia popolare. Anche la situazione alimentare era critica, tanto da richiedere il razionamento ancora nel 1947.
Il punto di svolta della sua amministrazione fu l'approvazione del piano di ricostruzione cittadina nel giugno 1947, che coincise con l'inizio del trasferimento degli uffici del Tribunale nel nuovo palazzo e l'assegnazione della sede degli uffici finanziari all'ex Palazzo Littorio. Grazie all'intervento del ministro Giuseppe Romita, furono ottenuti finanziamenti per il recupero di importanti strutture sanitarie.
Il mandato di Giovanni Porta fu breve, come quello dei suoi predecessori; si dimise alla fine del settembre 1947 e l'anno successivo partì per l'Argentina, per poi fare ritorno dopo un breve periodo e dedicarsi al commercio.